# 娯楽番組
娯楽番組（ごらくばんぐみ）とは、日本の放送法第5条に定められた「放送番組の種別」の一つである。

## 概説
娯楽番組は、「教養番組」「教育番組」「報道番組」とともに、放送法5条「放送番組の種別」に明記されており、基幹放送事業者は同法106条に基づき、それら4種等で「相互の間の調和」を保つよう義務付けられている。なお、教養番組と教育番組については法2条に内容の定義があるが、報道番組と娯楽番組についての定義はなく、特にテレビ番組の場合は、法107条に基づいて各テレビ局が定め公表する「放送番組の種別の基準（例→）」に委ねられている。
具体的な内容や傾向については、上記「放送番組の種別の基準」および、特定地上基幹放送局の無線局免許状の「放送事項」欄からうかがえる。
- 日本放送協会（NHK）は、娯楽番組を「（国民にいこいと安らぎを提供するための）娯楽を目的とする放送番組」としている[4][1]。
- 日本民間放送連盟（民放連）加盟の各テレビ局では、民放連の基準[5]を準用し、文言を「（スポーツ・音楽を含め、）生活を明るく、楽しく豊かにすることを意図した番組。」と統一している[2][6][7]。
- エフエム東京は、娯楽番組の内容を「音楽鑑賞番組、解説付音楽番組、軽音楽紹介、学校音楽放送、民謡、演芸、スポーツ等」と届け出ている[8]。

## 娯楽番組の細分類
- ラジオ・テレビ共通のもの
  - 音楽番組
  - スポーツ番組
  - ドラマ（ラジオドラマ／テレビドラマ）
  - 演劇中継番組
  - 演芸番組
  - バラエティ番組
    - クイズ番組
    - トーク番組
- ラジオ番組特有のもの
  - 朗読番組
- テレビ番組特有のもの - 放送事業者ごとに公表の際の重複種別が異なる。
  - 映画番組
  - バラエティ番組
    - ゲーム番組
    - お笑い番組

  - ワイドショー